# Hedeoma martirensis
Hedeoma martirensis là một loài thực vật có hoa trong họ Hoa môi. Loài này được Moran mô tả khoa học đầu tiên năm 1969.